# Moskowskij
Moskowskij (ros. Московский) – miasto w Rosji, w nowomoskiewskim okręgu administracyjnym Moskwy. W 2012 zostało włączone w skład Moskwy, wcześniej znajdowało się w obwodzie moskiewskim. W 2021 liczyło 59 196 mieszkańców.